# Pseudosphaeroma lundae
Pseudosphaeroma lundae is een pissebed uit de familie Sphaeromatidae. De wetenschappelijke naam van de soort is voor het eerst geldig gepubliceerd in 1962 door Robert J. Menzies.